# Tomáš Rosický
Tomáš Rosický (ˈtomaːʃ ˈrosɪtskiː, Praga, 4 de outubro de 1980) é um ex-futebolista profissional checo que atuava como médio centro.

## Carreira
Aos 17 anos de idade, o jogador já era titular do Sparta Praga, principal clube do seu país. Foi vendido ao Borussia Dortmund, em 2001, e de seguida ao Arsenal, em 2006.
Na estreia da República Checa no Mundial de 2006, Rosický marcou dois belos golos na vitória da sua equipa sobre os EUA, por 3 a 0. Marcou também o golo da vitória de 1 a 0 sobre a Noruega, que selou a classificação da equipa para o Mundial 2006, na repescagem. Fez parte da convocatória da Seleção Checa de Futebol do Euro 2016.

## Títulos
Sparta Praga
- Gambrinus Liga: 1998-99, 1999-00 e 2000-01

Borussia Dortmund
- Bundesliga: 2001-02

Arsenal
- Supertaça de Inglaterra: 2014
- FA Cup: 2013-14, 2014-15

Prêmios individuais
- Jogador checo do ano: 2002 e 2006